# Liparis bilobulata
Liparis bilobulata är en orkidéart som beskrevs av Johannes Jacobus Smith. Liparis bilobulata ingår i släktet gulyxnen, och familjen orkidéer. Inga underarter finns listade i Catalogue of Life.